# Anya Chalotra
Anya Chalotra (Wolverhampton, Anglaterra, 21 de juliol de 1996) és una actriu anglesa. Va començar a fer-se famosa el 2018 amb la sèrie Wanderlust. Tanmateix, no va ser fins a l'any següent, el 2019, quan assolí fama internacional gràcies al seu rol de Yennefer de Vengerberg a la sèrie de Netflix The Witcher.

## Biografia
Anya Chalotra va nàixer a Wolverhampton, una ciutat gran al nord-oest de Birmingham, al si d'una família angloíndia. El seu pare, nascut a l'Índia, va arribar al Regne Unit quan tenia 8 anys i la seva mare és anglesa. Va créixer en un poble de Lower Penn, a South Staffordshire, on va viure amb els seus pares i els seus dos germans: la seva germana gran Reeya i el seu germanet Arun.
Es va graduar a l'Escola de Música i Teatre Guildhall, on estudià les arts durant tres anys, i més endavant es dedicà a l'actuació a la St. Dominic’s Grammar School el 2007. També va fer teatre a l'Acadèmia de Música i Arts Dramàtics de Londres.

## Filmografia

### Televisió
| Any       | Títol                          | Rol                    | Notes       |
| --------- | ------------------------------ | ---------------------- | ----------- |
| 2018      | Wanderlust                     | Jennifer Ashman        | 5 episodis  |
| 2018      | Els assassinats de l'abecedari | Lily Marbury           | 3 episodis  |
| 2019–2023 | The Witcher                    | Yennefer de Vengerberg | 23 episodis |

### Doblatge
| Any  | Títol    | Rol          | Notes       |
| ---- | -------- | ------------ | ----------- |
| 2019 | Sherwood | Robin Loxley | 10 episodis |